# Lista de parlamentares de Mato Grosso do Sul
Relacionamos a seguir a composição da bancada de Mato Grosso do Sul a partir do status federativo concedido após a criação do mesmo graças à Lei Complementar n.º 31 sancionada no Governo Ernesto Geisel em 11 de outubro de 1977 e instalação em 1º de janeiro de 1979 conforme dispõem os arquivos do Senado Federal, da Câmara dos Deputados e do Tribunal Superior Eleitoral, com a ressalva que mandatos exercidos via suplência serão citados apenas mediante morte, impedimento ou renúncia dos titulares ou nas hipóteses previstas no Art. 56 – I da Constituição.

## Organização das listas
As informações desta página remetem aos senadores, deputados federais e deputados estaduais eleitos a partir de 1978 após a emancipação da área meridional de Mato Grosso sendo que os nomes em fundo verde são os que exerceram mandatos parlamentares tanto em Mato Grosso como em Mato Grosso do Sul.
Na confecção das tabelas a seguir foi observada a grafia do nome parlamentar adotado por cada um dos representantes do estado no Congresso Nacional e na Assembleia Legislativa de Mato Grosso do Sul e quanto à ordem dos parlamentares foi observado o critério do número de mandatos e caso estes coincidam será observado o primeiro ano em que cada parlamentar foi eleito e, havendo nova coincidência, usa-se a ordem alfabética.
Saldanha Derzi e Wilson Martins foram eleitos para senador e deputado federal entre Mato Grosso e Mato Grosso do Sul enquanto Levy Dias, Marisa Serrano e Waldemir Moka o foram apenas por Mato Grosso do Sul.

## Senadores eleitos
| Senadores eleitos   | Naturalidade      | Mandatos | Ano da eleição | Notas       | Referências   |
| ------------------- | ----------------- | -------- | -------------- | ----------- | ------------- |
| Saldanha Derzi      | Ponta Porã, MS    | 02       | 1979, 1986     | [ nota 2 ]  | [ 1 ] [ 7 ]   |
| Ramez Tebet         | Três Lagoas, MS   | 02       | 1994, 2002     | [ nota 3 ]  | [ 8 ] [ 9 ]   |
| Delcídio Amaral     | Corumbá, MS       | 02       | 2002, 2010     | [ nota 4 ]  | [ 10 ] [ 11 ] |
| Mendes Canale       | Miranda, MS       | 01       | 1974           | [ nota 5 ]  | [ 1 ] [ 12 ]  |
| Pedro Pedrossian    | Miranda, MS       | 01       | 1978           | [ nota 6 ]  | [ 13 ] [ 14 ] |
| Marcelo Miranda     | Uberaba, MG       | 01       | 1982           | [ nota 7 ]  |               |
| Wilson Martins      | Campo Grande, MS  | 01       | 1986           | [ nota 8 ]  | [ 15 ]        |
| Levy Dias           | Aquidauana, MS    | 01       | 1990           |             |               |
| Lúdio Coelho        | Rio Brilhante, MS | 01       | 1994           |             | [ 16 ]        |
| Juvêncio da Fonseca | Campo Grande, MS  | 01       | 1998           |             | [ 17 ]        |
| Marisa Serrano      | Bela Vista, MS    | 01       | 2006           | [ nota 9 ]  | [ 18 ]        |
| Waldemir Moka       | Bela Vista, MS    | 01       | 2010           |             | [ 10 ]        |
| Simone Tebet        | Três Lagoas, MS   | 01       | 2014           | [ nota 10 ] | [ 19 ] [ 20 ] |
| Nelson Trad Filho   | Campo Grande, MS  | 01       | 2018           |             | [ 21 ]        |
| Soraya Thronicke    | Dourados, MS      | 01       | 2018           |             | [ 21 ]        |
| Tereza Cristina     | Campo Grande, MS  | 01       | 2022           |             | [ 22 ]        |
| Fontes:             |                   |          |                |             |               |

## Deputados federais eleitos
| Deputados federais eleitos | Naturalidade              | Mandatos | Ano da eleição                     | Notas       | Referências |
| -------------------------- | ------------------------- | -------- | ---------------------------------- | ----------- | ----------- |
| Vander Loubet              | Porto Murtinho, MS        | 06       | 2002, 2006, 2010, 2014, 2018, 2022 |             |             |
| Nelson Trad                | Aquidauana, MS            | 05       | 1990, 1994, 1998, 2002, 2006       |             | [ 23 ]      |
| Geraldo Resende            | Córrego Danta, MG         | 05       | 2002, 2006, 2010, 2014, 2022       |             |             |
| Dagoberto Nogueira         | São José do Rio Preto, SP | 04       | 2006, 2014, 2018, 2022             |             |             |
| Levy Dias                  | Aquidauana, MS            | 03       | 1978, 1982, 1986                   |             |             |
| Ruben Figueiró             | Rio Brilhante, MS         | 03       | 1978, 1982, 1986                   |             |             |
| Saulo Queiroz              | Guaíra, SP                | 03       | 1982, 1986, 1994                   |             |             |
| Flávio Derzi               | Campo Grande, MS          | 03       | 1990, 1994, 1998                   | [ nota 11 ] | [ 24 ]      |
| Waldemir Moka              | Bela Vista, MS            | 03       | 1998, 2002, 2006                   |             |             |
| Antônio Carlos Biffi       | Tupã, SP                  | 03       | 2002, 2006, 2010                   |             |             |
| Ubaldo Barém               | Ponta Porã, MS            | 02       | 1978, 1982                         |             |             |
| Plínio Martins             | Rio Brilhante, MS         | 02       | 1982, 1986                         |             |             |
| José Elias Moreira         | Poços de Caldas, MG       | 02       | 1986, 1990                         |             | [ 25 ]      |
| Valter Pereira             | Campo Grande, MS          | 02       | 1986, 1990                         |             |             |
| Marilu Guimarães           | Campo Grande, MS          | 02       | 1990, 1994                         |             |             |
| Marisa Serrano             | Bela Vista, MS            | 02       | 1994, 1998                         |             |             |
| João Grandão               | Rinópolis, SP             | 02       | 1998, 2002                         |             |             |
| Marçal Filho               | Dourados, MS              | 02       | 1998, 2010                         |             |             |
| Antônio Cruz               | Cuiabá, MT                | 02       | 2002, 2006                         |             |             |
| Fábio Trad                 | Campo Grande, MS          | 01       | 2010, 2018                         |             |             |
| Luiz Henrique Mandetta     | Campo Grande, MS          | 02       | 2010, 2014                         |             | [ 26 ]      |
| Tereza Cristina            | Campo Grande, MS          | 02       | 2014, 2018                         | [ nota 12 ] | [ 27 ]      |
| Beto Pereira               | Campo Grande, MS          | 02       | 2018, 2022                         |             |             |
| Luiz Ovando                | Corumbá, MS               | 01       | 2018, 2022                         |             |             |
| Antônio Carlos de Oliveira | Campo Grande, MS          | 01       | 1978                               |             |             |
| Leite Schimidt             | Aquidauana, MS            | 01       | 1978                               |             |             |
| Walter de Castro           | Maracaju, MS              | 01       | 1978                               |             |             |
| Albino Coimbra             | Corguinho, MS             | 01       | 1982                               |             |             |
| Harry Amorim               | Cruz Alta, RS             | 01       | 1982                               |             |             |
| Sérgio Cruz                | Salgueiro, PE             | 01       | 1982                               |             |             |
| Gandi Jamil                | Ponta Porã, MS            | 01       | 1986                               |             |             |
| Ivo Cersósimo              | Pompeia, SP               | 01       | 1986                               |             |             |
| Elísio Curvo               | Corumbá, MS               | 01       | 1990                               |             |             |
| George Takimoto            | Lavínia, SP               | 01       | 1990                               |             |             |
| Waldir Guerra              | Soledade, RS              | 01       | 1990                               |             |             |
| André Puccinelli           | Viareggio, ITA            | 01       | 1994                               | [ nota 13 ] |             |
| Dilso Sperafico            | Santa Rosa, RS            | 01       | 1994                               |             |             |
| Oscar Goldoni              | Anta Gorda, RS            | 01       | 1994                               |             | [ 28 ]      |
| Ben-Hur Ferreira           | Campo Grande, MS          | 01       | 1998                               |             |             |
| Pedro Pedrossian Filho     | Cuiabá, MT                | 01       | 1998                               |             |             |
| Murilo Zauith              | Barretos, SP              | 01       | 2002                               |             |             |
| Waldir Neves               | Miranda, MS               | 01       | 2006                               |             |             |
| Edson Giroto               | Oscar Bressane, SP        | 01       | 2010                               |             |             |
| Reinaldo Azambuja          | Campo Grande, MS          | 01       | 2010                               |             |             |
| Carlos Marun               | Porto Alegre, RS          | 01       | 2014                               |             |             |
| Márcio Monteiro            | Rio de Janeiro, RJ        | 01       | 2014                               |             |             |
| Zeca do PT                 | Porto Murtinho, MS        | 01       | 2014                               |             |             |
| Loester Trutis             | Campo Grande, MS          | 01       | 2018                               |             |             |
| Rose Modesto               | Fátima do Sul, MS         | 01       | 2018                               |             |             |
| Camila Jara                | Campo Grande, MS          | 01       | 2022                               |             |             |
| Marcos Pollon              | Dourados, MS              | 01       | 2022                               |             |             |
| Rodolfo Nogueira           | Dourados, MS              | 01       | 2022                               | [ nota 14 ] |             |
| Fontes:                    |                           |          |                                    |             |             |

## Deputados estaduais eleitos
A primeira legislatura da Assembleia Legislativa de Mato Grosso do Sul teria funções constituintes.
| Deputados estaduais eleitos        | Naturalidade              | Mandatos | Ano da eleição                                             |
| ---------------------------------- | ------------------------- | -------- | ---------------------------------------------------------- |
| Londres Machado                    | Rio Brilhante, MS         | 10       | 1978, 1982, 1986, 1990, 1994, 1998, 2002, 2006, 2010, 2018 |
| Onevan de Matos                    | Frutal, MG                | 09       | 1978, 1982, 1986, 1998, 2002, 2006, 2010, 2014, 2018       |
| Zé Teixeira                        | Guanambi, BA              | 07       | 1994, 1998, 2002, 2006, 2010, 2014, 2018                   |
| Maurício Picarelli                 | Bauru, SP                 | 08       | 1986, 1990, 1994, 1998, 2002, 2006, 2010, 2014             |
| Ary Rigo                           | Passo Fundo, RS           | 06       | 1978, 1982, 1986, 1998, 2002, 2006                         |
| Akira Otsubo                       | Mirandópolis, SP          | 06       | 1982, 1986, 1994, 1998, 2002, 2006                         |
| Paulo Corrêa                       | Campo Grande, MS          | 06       | 1998, 2002, 2006, 2010, 2014, 2018                         |
| Roberto Orro                       | Aquidauana, MS            | 05       | 1978, 1982, 1994, 1998, 2002                               |
| Antônio Carlos Arroyo              | Nova Granada, SP          | 05       | 1994, 1998, 2002, 2006, 2010                               |
| Jerson Domingos                    | Campo Grande, MS          | 05       | 1994, 1998, 2002, 2006, 2010                               |
| Pedro Kemp                         | Presidente Prudente, SP   | 05       | 2002, 2006, 2010, 2014, 2018                               |
| Cícero de Souza                    | Campo Grande, MS          | 04       | 1986, 1990, 1994, 1998                                     |
| Márcio Fernandes                   | Umuarama, PR              | 04       | 2006, 2010, 2014, 2018                                     |
| Waldir Neves                       | Miranda, MS               | 04       | 1990, 1994, 1998, 2002                                     |
| Valdomiro Gonçalves                | Paranaíba, MS             | 03       | 1978, 1990, 1994                                           |
| Walter Carneiro                    | Cuiabá, MT                | 03       | 1978, 1982, 1986                                           |
| Armando Anache                     | Corumbá, MS               | 03       | 1982, 1986, 1990                                           |
| Valdenir Machado                   | Ribeirão dos Índios, SP   | 03       | 1986, 1990, 1994                                           |
| Celina Jallad                      | Campo Grande, MS          | 03       | 1994, 1998, 2002                                           |
| Antônio Braga                      | Campo Grande, MS          | 03       | 1998, 2002, 2006                                           |
| Cabo Almi                          | Jardim Olinda, PR         | 03       | 2010, 2014, 2018                                           |
| Eduardo Rocha                      | Birigui, SP               | 03       | 2010, 2014, 2018                                           |
| Felipe Orro                        | Rio de Janeiro, RJ        | 03       | 2010, 2014, 2018                                           |
| Flávio Kayatt                      | São Paulo, SP             | 03       | 1998, 2002, 2014                                           |
| Junior Mochi                       | Itápolis, SP              | 03       | 2006, 2010, 2014                                           |
| Marquinhos Trad                    | Campo Grande, MS          | 03       | 2006, 2010, 2014                                           |
| Professor Rinaldo                  | Glória de Dourados, MS    | 03       | 2006, 2014, 2018                                           |
| Cecílio Gaeta                      | Cuiabá, MT                | 02       | 1978, 1982                                                 |
| Zenóbio Neves dos Santos           | Amambaí, MS               | 02       | 1978, 1982                                                 |
| Benedito Leal de Oliveira          |                           | 02       | 1982, 1986                                                 |
| Leite Schimidt                     | Aquidauana, MS            | 02       | 1982, 1986                                                 |
| Jonatan Barbosa                    |                           | 02       | 1982, 1986                                                 |
| Nelson Trad                        | Aquidauana, MS            | 02       | 1982, 1986                                                 |
| André Puccinelli                   | Viareggio, ITA            | 02       | 1986, 1990                                                 |
| Roberto Razuk                      | Campo Grande, MS          | 02       | 1986, 1990                                                 |
| Eder Brambilla                     | Araraquara, SP            | 02       | 1990, 1994                                                 |
| Franklin Masruha                   |                           | 02       | 1990, 1994                                                 |
| José Carlos Monteiro               |                           | 02       | 1990, 1998                                                 |
| Loester Nunes                      | Nioaque, MS               | 02       | 1990, 1998                                                 |
| Waldemir Moka                      | Bela Vista, MS            | 02       | 1990, 1994                                                 |
| Zeca do PT                         | Porto Murtinho, MS        | 02       | 1990, 1994                                                 |
| Murilo Zauith                      | Barretos, SP              | 02       | 1994, 1998                                                 |
| Nelito Câmara                      | Getulina, SP              | 02       | 1994, 1998                                                 |
| Laerte Tetila                      | Santo Anastácio, SP       | 02       | 1998, 2010                                                 |
| Ari Artuzi                         | São Valentim, RS          | 02       | 2002, 2006                                                 |
| Pedro Teruel                       | Marília, SP               | 02       | 2002, 2006                                                 |
| Amarildo Cruz                      | Presidente Epitácio, SP   | 02       | 2006, 2014                                                 |
| Carlos Marun                       | Porto Alegre, RS          | 02       | 2006, 2010                                                 |
| Dione Hashioka                     | Iacri, SP                 | 02       | 2006, 2010                                                 |
| Paulo Duarte                       | Corumbá, MS               | 02       | 2006, 2010                                                 |
| George Takimoto                    | Lavínia, SP               | 02       | 2010, 2014                                                 |
| Mara Caseiro                       | Umuarama, PR              | 02       | 2010, 2014                                                 |
| Barbosinha                         | São Simão, GO             | 02       | 2014, 2018                                                 |
| Lídio Lopes                        | Iguatemi, MS              | 02       | 2014, 2018                                                 |
| Renato Câmara                      | Ivinhema, MS              | 02       | 2014, 2018                                                 |
| Alberto Cubel Brull                |                           | 01       | 1978                                                       |
| Getúlio Gideão                     | Porto União, SC           | 01       | 1978                                                       |
| Horácio Cersósimo                  | Ponta Porã, MS            | 01       | 1978                                                       |
| Odilon Nacasato                    |                           | 01       | 1978                                                       |
| Osvaldo Dutra                      |                           | 01       | 1978                                                       |
| Paulo Saldanha                     |                           | 01       | 1978                                                       |
| Ramez Tebet                        | Três Lagoas, MS           | 01       | 1978                                                       |
| Rudel Trindade                     |                           | 01       | 1978                                                       |
| Sérgio Cruz                        | Salgueiro, PE             | 01       | 1978                                                       |
| Sultan Rasslan                     |                           | 01       | 1978                                                       |
| Anis Faker                         |                           | 01       | 1982                                                       |
| Arthur Jorge do Amaral             | Rio Brilhante, MS         | 01       | 1982                                                       |
| Ayres Marques                      |                           | 01       | 1982                                                       |
| Daladier Agi                       |                           | 01       | 1982                                                       |
| Gandi Jamil                        | Ponta Porã, MS            | 01       | 1982                                                       |
| Ivo Cersósimo                      | Pompeia, SP               | 01       | 1982                                                       |
| Manfredo Corrêa                    |                           | 01       | 1982                                                       |
| Nelson Buainaim                    |                           | 01       | 1982                                                       |
| Roberto Djalma Barros              |                           | 01       | 1982                                                       |
| Valter Pereira                     | Campo Grande, MS          | 01       | 1982                                                       |
| Valdir Cardoso                     |                           | 01       | 1982                                                       |
| Carlos Fróes                       |                           | 01       | 1986                                                       |
| Cláudio Valério da Silva           |                           | 01       | 1986                                                       |
| José de Oliveira Santos            |                           | 01       | 1986                                                       |
| Júlio César Maia                   |                           | 01       | 1986                                                       |
| Marilene Coimbra                   |                           | 01       | 1986                                                       |
| Marilu Guimarães                   | Campo Grande, MS          | 01       | 1986                                                       |
| Oséias Pereira                     |                           | 01       | 1986                                                       |
| Pedro Dobes                        |                           | 01       | 1986                                                       |
| Ricardo Bacha                      | Campo Grande, MS          | 01       | 1986                                                       |
| Alberto Jorge Rondon de Oliveira   | Campo Grande, MS          | 01       | 1990                                                       |
| Aluísio Borges                     | Campo Grande, MS          | 01       | 1990                                                       |
| Claudinei da Silva                 |                           | 01       | 1990                                                       |
| Fernando Saldanha                  |                           | 01       | 1990                                                       |
| Humberto Teixeira                  | Guanambi, BA              | 01       | 1990                                                       |
| José Pedro Batiston                | Lins, SP                  | 01       | 1990                                                       |
| Oscar Goldoni                      | Anta Gorda, RS            | 01       | 1990                                                       |
| Santos Tomazelli                   |                           | 01       | 1990                                                       |
| Wilson Roberto Mariano de Oliveira |                           | 01       | 1990                                                       |
| Anilson Rodrigues de Souza         |                           | 01       | 1994                                                       |
| Ben-Hur Ferreira                   | Campo Grande, MS          | 01       | 1994                                                       |
| Hosne Esgaib                       |                           | 01       | 1994                                                       |
| Jerce Eusébio                      |                           | 01       | 1994                                                       |
| Moisés Nery                        |                           | 01       | 1994                                                       |
| Paulo Cruz e Souza                 |                           | 01       | 1994                                                       |
| Geraldo Resende                    | Córrego Danta, MG         | 01       | 1998                                                       |
| Luizinho Tenório                   | Custódia, PE              | 01       | 1998                                                       |
| Reginaldo Ferreira                 | Dourados, MS              | 01       | 1998                                                       |
| Sandro Fabi                        | São Paulo, SP             | 01       | 1998                                                       |
| Pastor Barbosa                     | São Paulo, SP             | 01       | 2002                                                       |
| Dagoberto Nogueira                 | São José do Rio Preto, SP | 01       | 2002                                                       |
| Nelson Trad Filho                  | Campo Grande, MS          | 01       | 2002                                                       |
| Raul Freixes                       | Aquidauana, MS            | 01       | 2002                                                       |
| Semy Ferraz                        | Paranaíba, MS             | 01       | 2002                                                       |
| Sérgio Assis                       | Cassilândia, MS           | 01       | 2002                                                       |
| Simone Tebet                       | Três Lagoas, MS           | 01       | 2002                                                       |
| Coronel Ivan                       | Fortaleza, CE             | 01       | 2006                                                       |
| Reinaldo Azambuja                  | Campo Grande, MS          | 01       | 2006                                                       |
| Youssif Domingos                   | Campo Grande, MS          | 01       | 2006                                                       |
| Alcides Bernal                     | Corumbá, MS               | 01       | 2010                                                       |
| Diogo Tita                         | Paranaíba, MS             | 01       | 2010                                                       |
| Lauro Davi                         | Santo Anastácio, SP       | 01       | 2010                                                       |
| Márcio Monteiro                    | Rio de Janeiro, RJ        | 01       | 2010                                                       |
| Angelo Guerreiro                   | Presidente Bernardes, SP  | 01       | 2014                                                       |
| Grazielle Machado                  | Campo Grande, MS          | 01       | 2014                                                       |
| Beto Pereira                       | Campo Grande, MS          | 01       | 2014                                                       |
| João Grandão                       | Rinópolis, SP             | 01       | 2014                                                       |
| Antonieta Amorim                   | Palmeira das Missões, RS  | 01       | 2014                                                       |
| Antônio Vaz                        |                           | 01       | 2018                                                       |
| Capitão Contar                     | Campinas, SP              | 01       | 2018                                                       |
| Coronel David                      |                           | 01       | 2018                                                       |
| Evander Vendramini                 |                           | 01       | 2018                                                       |
| Gerson Claro                       |                           | 01       | 2018                                                       |
| Herculano Borges                   |                           | 01       | 2018                                                       |
| Jamilson Name                      |                           | 01       | 2018                                                       |
| João Henrique Catan                |                           | 01       | 2018                                                       |
| Lucas de Lima                      |                           | 01       | 2018                                                       |
| Marçal Filho                       | Dourados, MS              | 01       | 2018                                                       |
| Neno Razuk                         |                           | 01       | 2018                                                       |
| Fontes:                            |                           |          |                                                            |

## Origem dos parlamentares do estado
| Origem  | Senadores | Percentual |
| ------- | --------- | ---------- |
| MS      | 15        | 93,75%     |
| MG      | 01        | 6,25%      |
| Total   | 16        | 100%       |
| Fontes: |           |            |

| Origem  | Deputados | Percentual |
| ------- | --------- | ---------- |
| MS      | 32        | 61,54%     |
| SP      | 08        | 15,38%     |
| RS      | 05        | 9,62%      |
| MT      | 02        | 3,85%      |
| MG      | 02        | 3,85%      |
| PE      | 01        | 1,92%      |
| RJ      | 01        | 1,92%      |
| ITA     | 01        | 1,92%      |
| Total   | 52        | 100%       |
| Fontes: |           |            |